# Creed Taylor
Creed Taylor (Lynchburg, 13 de maio de 1929 – Nuremberg, 22 de agosto de 2022) foi um produtor musical norte-americano. Fundador de dois importantes selos (Impulse! Records e CTI Records), Taylor também foi produtor na Verve Records e é conhecido por trazer ao mercado americano os grandes nomes da bossa nova: Antonio Carlos Jobim, João Gilberto, Astrud Gilberto e Walter Wanderley, nos anos 1960. Creed Taylor tocou trompete antes de se tornar A&R da Bethlehem Records, em 1954. Em 1956, Taylor mudou-se para a ABC-Paramount, e fundou em 1960 a sua subsidiária Impulse!.
Taylor morreu em 22 de agosto de 2022, aos 93 anos. Taylor estava visitando a família em Winkelhaid, Alemanha, onde sofreu um acidente vascular cerebral (AVC) em 2 de agosto. Foi levado para o hospital nas proximidades de Nuremberg, onde faleceu.